# Local government area dell'Australia Meridionale
Segue una lista delle Local Government Area nell'Australia Meridionale.
| Denominazione                                               | Sede del consiglio | Area (km²) | Abitanti (2009) |
| ----------------------------------------------------------- | ------------------ | ---------- | --------------- |
| Città di Adelaide                                           | Adelaide CBD       | 15,57      | 19 444          |
| Municipalità di Adelaide Hills                              | Woodside           | 795,08     | 39 852          |
| Città di Burnside                                           | Tusmore            | 27,53      | 44 300          |
| Città di Campbelltown                                       | Rostrevor          | 24,35      | 49 281          |
| Città di Charles Sturt                                      | Woodville          | 52,14      | 106 995         |
| Città di Gawler                                             | Gawler             | 41,1       | 20 730          |
| Città di Holdfast Bay                                       | Brighton           | 13,72      | 38 653          |
| Città di Marion                                             | Sturt              | 55,5       | 84 142          |
| Città di Mitcham                                            | Torrens Park       | 75,55      | 63 315          |
| Città di Norwood Payneham & St Peters                       | Norwood            | 15,1       | 36 128          |
| Città di Onkaparinga                                        | Noarlunga Centre   | 518,4      | 160 404         |
| Città di Playford                                           | Elizabeth          | 344,9      | 77 469          |
| Città di Port Adelaide Enfield                              | Port Adelaide      | 97         | 111 455         |
| Città di Prospect                                           | Prospect           | 7,81       | 20 910          |
| Città di Salisbury                                          | Salisbury          | 158,1      | 130 022         |
| Città di Tea Tree Gully                                     | Modbury            | 95,21      | 100 155         |
| Città di Unley                                              | Unley              | 14,29      | 38 465          |
| Città di Walkerville                                        | Gilberton          | 3,57       | 7 338           |
| Città di West Torrens                                       | Hilton             | 37,07      | 55 620          |
| Municipalità di Ceduna                                      | Ceduna             | 5 427,1    | 3 797           |
| Municipalità di Cleve                                       | Cleve              | 4 506,7    | 1 908           |
| Municipalità di Elliston                                    | Elliston           | 6 500      | 1 169           |
| Municipalità di Franklin Harbour                            | Cowell             | 3 283      | 1 355           |
| Municipalità di Kimba                                       | Kimba              | 3 986,2    | 1 125           |
| Municipalità di Lower Eyre Peninsula                        | Cummins            | 4 771      | 4 820           |
| Città di Port Augusta                                       | Port Augusta       | 1 153,1    | 14 669          |
| Città di Port Lincoln                                       | Port Lincoln       | 30,4       | 14 593          |
| Municipalità di Streaky Bay                                 | Streaky Bay        | 6 232      | 2 181           |
| Municipalità di Tumby Bay                                   | Tumby Bay          | 2 615,9    | 2 757           |
| Municipalità di Wudinna                                     | Wudinna            | 5 393,8    | 1 314           |
| Città di Whyalla                                            | Whyalla            | 1 032,5    | 23 028          |
| Municipalità di Barossa                                     | Angaston           | 912        | 22 514          |
| Municipalità di Barunga West                                | Port Broughton     | 1 528      | 2 631           |
| Municipalità di Clare and Gilbert Valleys                   | Clare              | 1 840      | 8 743           |
| Municipalità di Copper Coast                                | Kadina             | 773        | 12 901          |
| Municipalità di Flinders Ranges                             | Quorn              | 4 198      | 1 784           |
| Municipalità di Goyder                                      | Burra              | 6 718,9    | 4 285           |
| Municipalità di Light                                       | Kapunda            | 1 277,6    | 13 658          |
| Municipalità di Mallala                                     | Mallala            | 932,1      | 8 385           |
| Municipalità di Mount Remarkable                            | Melrose            | 3 424,5    | 2 951           |
| Municipalità di Northern Areas                              | Jamestown          | 3 070      | 4 866           |
| Municipalità di Orroroo Carrieton                           | Orroroo            | 3 300      | 938             |
| Municipalità di Peterborough                                | Peterborough       |            | 1 904           |
| Municipalità di Port Pirie                                  | Port Pirie         | 1 761      | 18 076          |
| Municipalità di Wakefield                                   | Balaklava          | 3 469,4    | 6 756           |
| Municipalità di Yorke Peninsula                             | Maitland           | 5 834      | 11 736          |
| Municipalità di Alexandrina                                 | Goolwa             | 1 826,8    | 23 160          |
| Municipalità di Kangaroo Island                             | Kingscote          | 4 400,1    | 4 612           |
| Municipalità di Mount Barker                                | Mount Barker       | 595        | 29 864          |
| Città di Victor Harbor                                      | Victor Harbor      | 386,5      | 13 608          |
| Municipalità di Yankalilla                                  | Yankalilla         | 750,6      | 4 577           |
| Municipalità di Berri Barmera                               | Berri              | 508        | 11 240          |
| Municipalità di Coorong                                     | Meningie           | 8 830,6    | 5 825           |
| Municipalità aborigena di Gerard                            | Winkie             | 85,9       | 96              |
| Municipalità di Karoonda East Murray                        | Karoonda           | 4 415      | 1 193           |
| Municipalità di Loxton Waikerie                             | Loxton             | 7 957      | 4 612           |
| Municipalità di Mid Murray                                  | Mannum             | 7 957      | 8 511           |
| Città rurale di Murray Bridge                               | Murray Bridge      | 1 832      | 19 402          |
| Municipalità di Renmark Paringa                             | Renmark            | 915,5      | 9 882           |
| Municipalità di Southern Mallee                             | Pinnaroo           | 6 000      | 2 189           |
| Municipalità di Grant                                       | Mount Gambier      | 1 904      | 8 652           |
| Municipalità di Kingston                                    | Kingston SE        | 3 337,7    | 2 469           |
| Città di Mount Gambier                                      | Mount Gambier      | 308        | 21 256          |
| Municipalità di Naracoorte Lucindale                        | Naracoorte         | 4 516,7    | 8 489           |
| Municipalità di Robe                                        | Robe               | 1 091,1    | 1 480           |
| Municipalità di Tatiara                                     | Bordertown         | 6 476      | 6 660           |
| Municipalità di Wattle Range                                | Millicent          | 3 923,5    | 12 554          |
| Anangu Pitjantjatjara Yankunytjatjara                       | Umuwa              | 102 650    | 2 230           |
| Municipalità di Coober Pedy                                 | Coober Pedy        | 77,8       | 1 913           |
| Maralinga Tjarutja                                          | Ceduna             | 102 863    | 105             |
| Municipalità aborigena di Nepabunna                         | Nepabunna          | 76,37      | 53              |
| Fondo per lo sviluppo delle comunità aborigene dell'Outback | Port Augusta       | 624 339    | 3 959           |
| Municipalità di Roxby Downs                                 | Roxby Downs        | 110        | 4 484           |
| Municipalità aborigena di Yalata                            | Ceduna             | 4 563      | 100             |

## Fonti
- (EN) Elenco delle LGA dell'Australia Meridionale, su lga.sa.gov.au (archiviato dall'url originale il 2 novembre 2012).